# Круизное судно

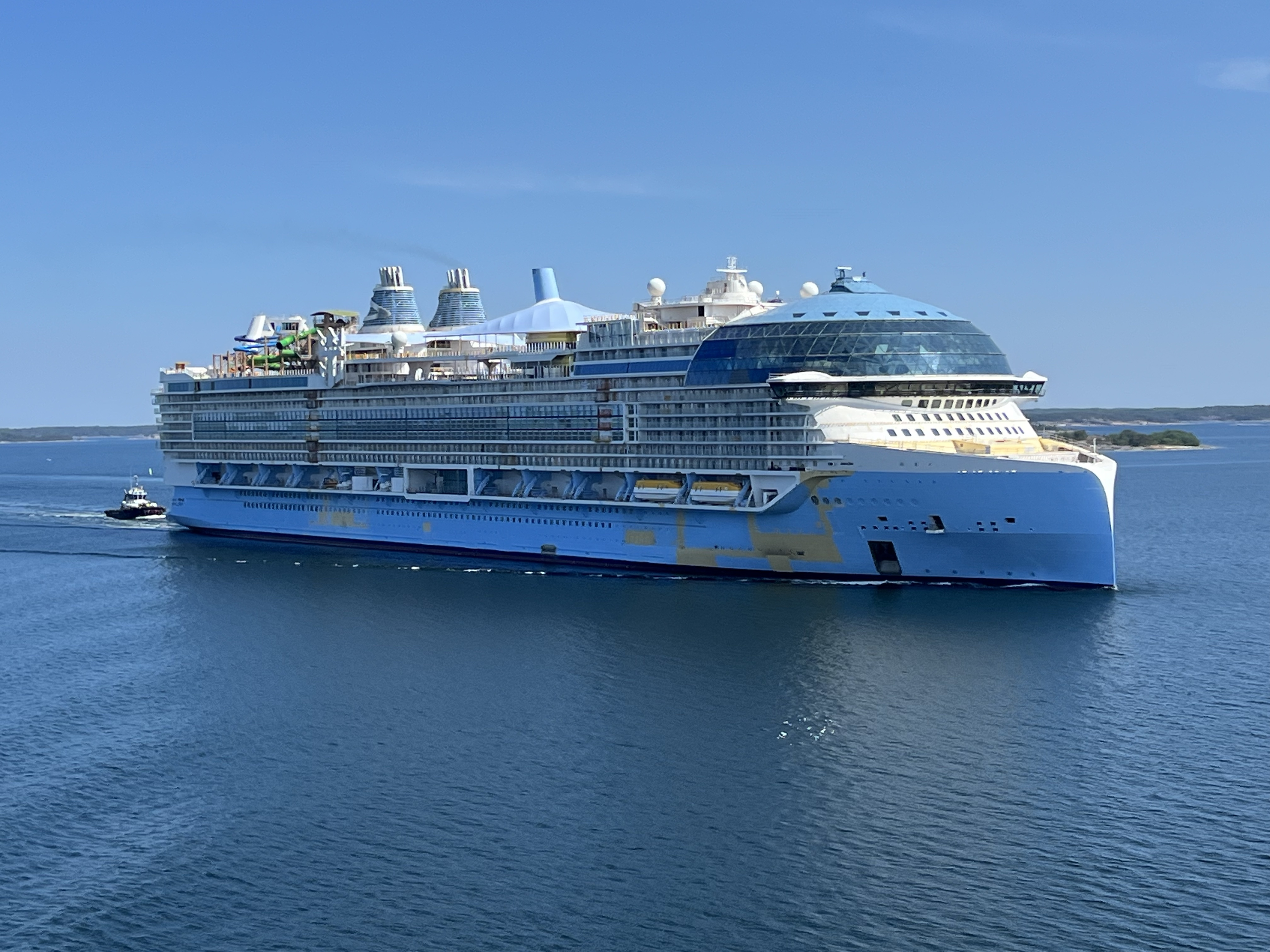
Крупнейший в мире круизный лайнер "Icon of the Seas"

Круи́зное су́дно — судно, совершающее туристический рейс (как правило, международный при морских круизах или внутри одной страны при круизах по внутренним водным путям) и перевозящее пассажиров, которые, будучи участниками групповой туристической программы, размещены на судне с целью совершения (согласно расписанию) кратковременных туристических посещений одного или нескольких портов.
В Разделе 1/А Приложения к Конвенции по облегчению международного морского судоходства 1965 года судно, совершающее туристические круизы, определяется как судно, предназначенное для международных путешествий при перевозках пассажиров — участников групповой программы, размещённых на борту, с целью запланированных туристических посещений одного или больше различных портов, в которых при плаваниях обычно не происходит:
- посадки или высадки каких-либо других пассажиров;
- выгрузки или погрузки грузов.

## История

### Зарождение

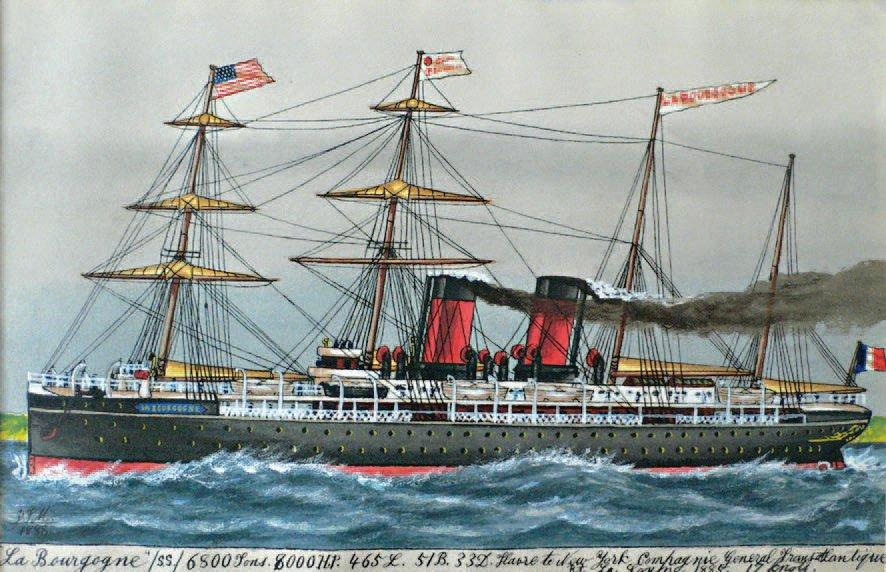
«Ла Бургонь», пассажирский пароход французской «Компани Женераль Трансатлантик», 1885 г.

Образованная в 1822 году судоходная компания «P&O» впервые представила пассажирские круизные услуги в 1844 году, рекламируя морские туры по таким направлениям, как Гибралтар, Мальта и Афины, отправляясь из Саутгемптона. Предшественники современных круизных каникул, эти путешествия были первыми в своём роде. Позже компания предложила
круговые туры в Александрию и Константинополь.

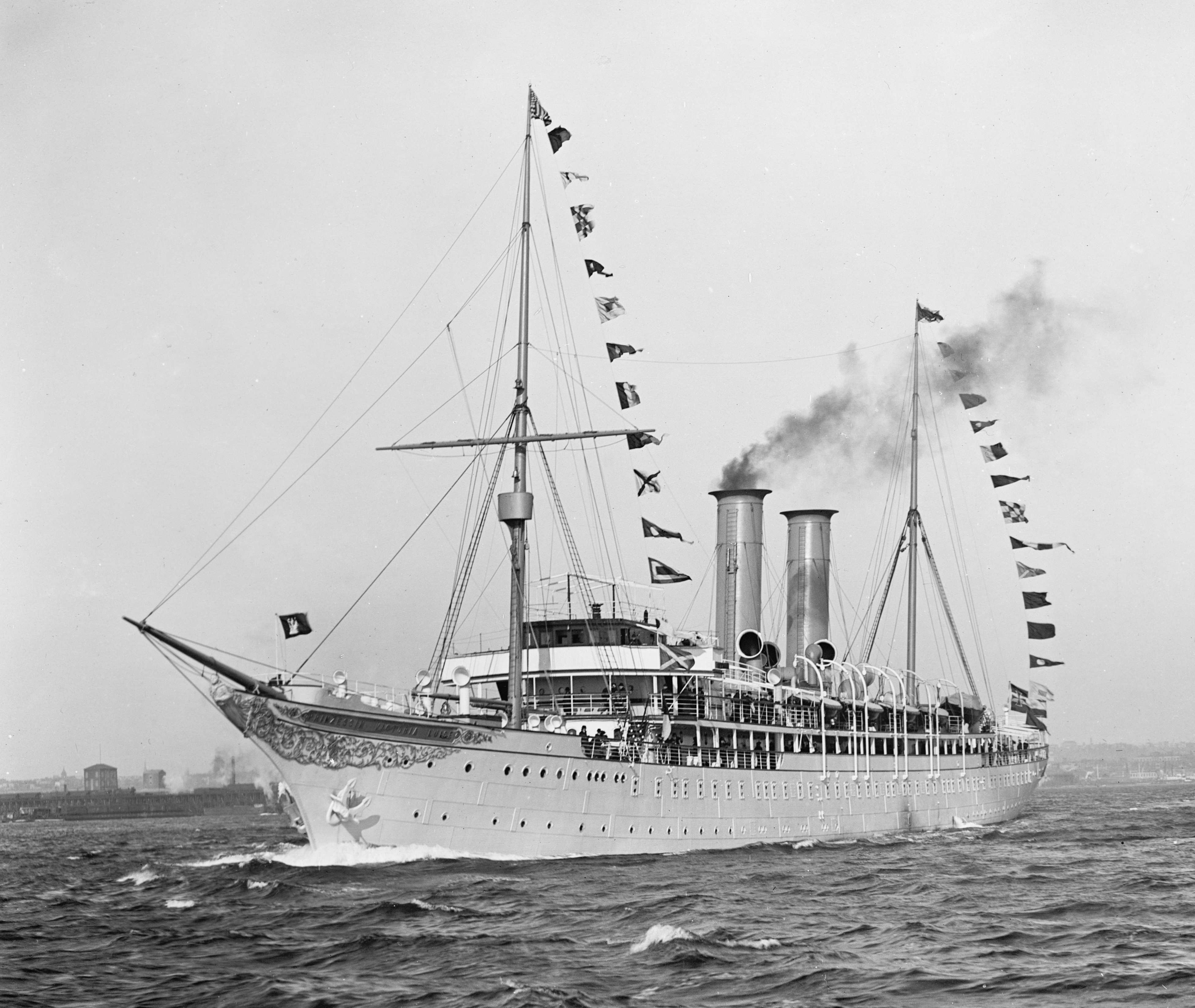
Пароход «Принцесса Виктория Луиза» германской компании «HAPAG», 1900 г.

Во второй половине XIX века прошёл период быстрого расширения. Были введены в эксплуатацию большие и более роскошные корабли для обслуживания постоянно увеличивающегося рынка. Известные суда того периода включают пароход «Ravenna», построенный в 1880 году, который стал первым судном с полностью стальной надстройкой, и пароход «Valetta», построенный в 1889 году, который стал первым судном с электрическим освещением.

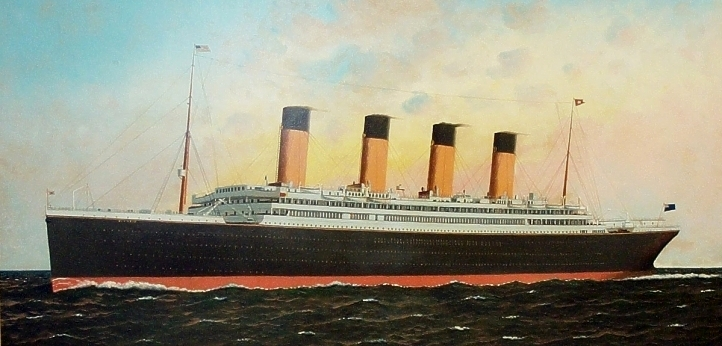
Трансатлантический лайнер «Олимпик» британской компании «White Star Line», 1911 г.

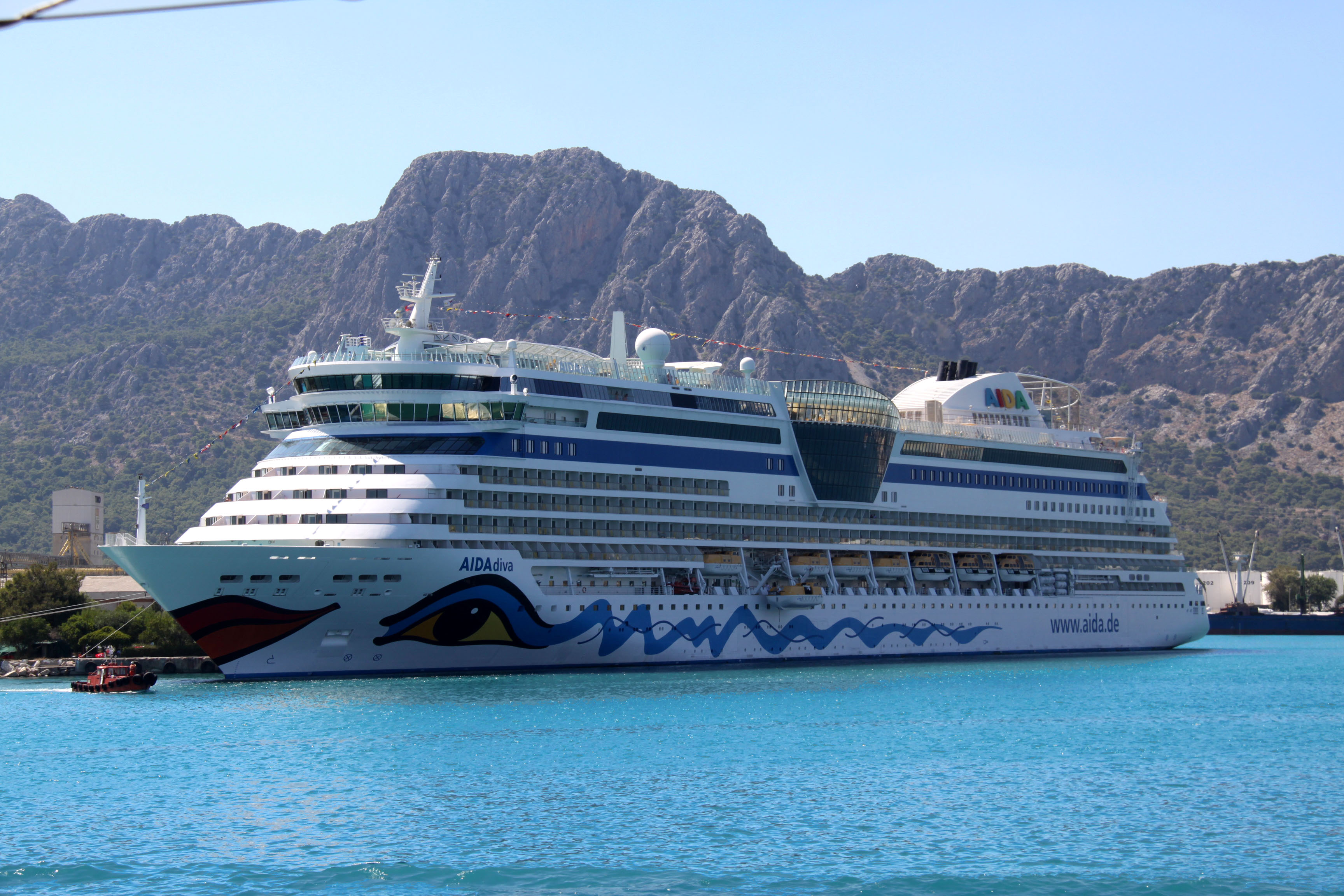
круизное судно AlD Adiva в порту Анталии

Первым судном, построенным исключительно для роскошных круизов, стала немецкая яхта «Принцесса Виктория Луиза», (нем. Prinzessin Victoria Luise), введённая в эксплуатацию в 1900 году.

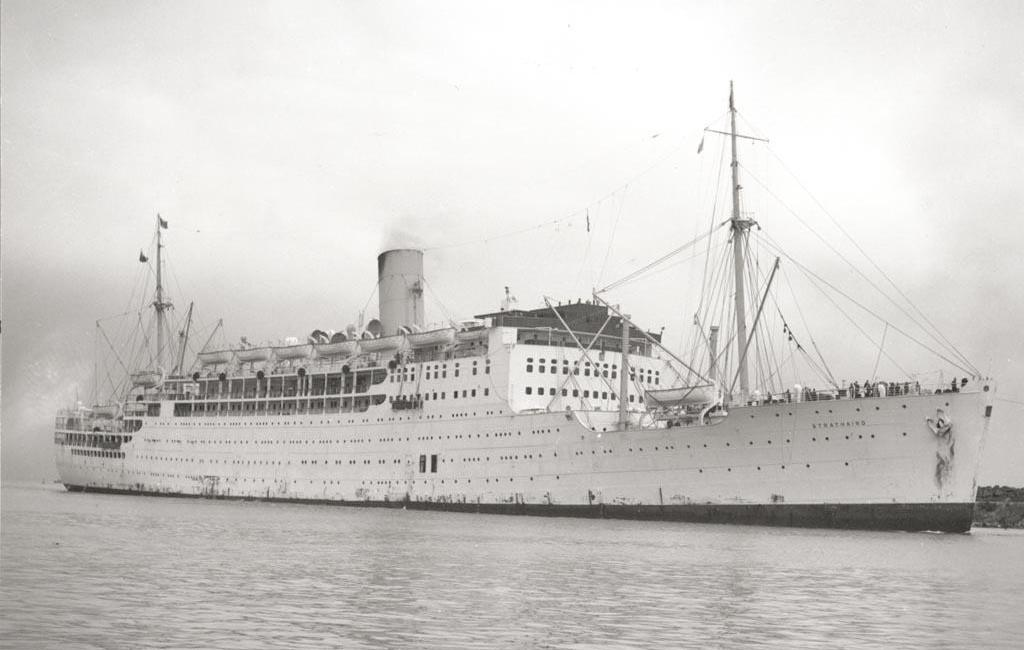
«RMS Strathaird», круизное судно британской компании P&O, 1932 г.

Практика круизов класса люкс оказала влияние на более устоявшийся рынок трансатлантических перевозок. Компании, осуществлявшие трансатлантические перевозки пассажиров, в борьбе за клиентов  начали добавлять элементы роскоши в своих рейсах, такие как изысканные блюда, люксовые услуги и более комфортабельные каюты (самый известный пример — «Титаник»).
Круизные путешествия стали пользоваться большой популярностью. Когда «P&O» организовала первый круизный рейс из Австралии на остров Норфолк в 1932 году, на новом почтовом пароходе «Strathaid», то 1100 билетов были распроданы всего за один день.
В конце XIX века судоходная компания «Hamburg-America Line» первой отправила свои трансатлантические лайнеры в длительные южные круизы во время худшего зимнего сезона в Северной Атлантике. Другие компании последовали её примеру. Некоторые из них строили специализированные лайнеры, предназначенные для лёгкой трансформации между летними трансатлантическими переходами и зимними круизами.

### От трансатлантических лайнеров до круизных судов

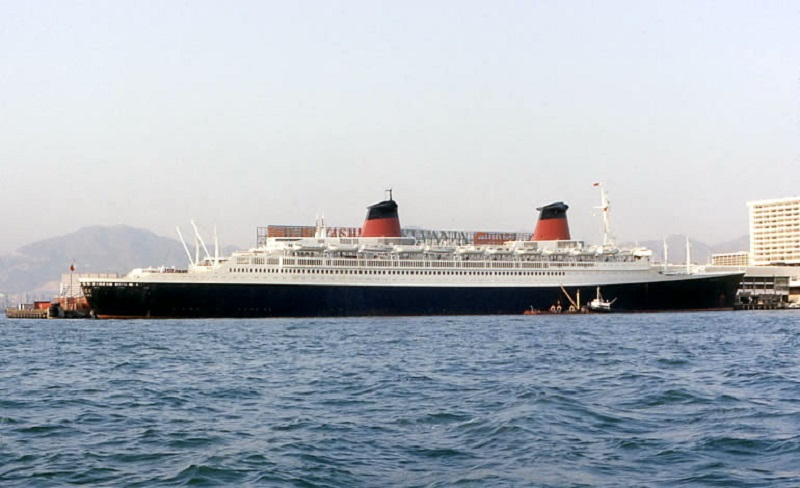
Океанский лайнер «Франция», 1962 г.

Появление в 1960-х годах больших пассажирских реактивных самолётов привело к резкому падению спроса на межконтинентальные морские пассажирские перевозки. В то же время некоторые характеристики старых океанских лайнеров, такие, как высокий расход топлива, большая осадка, препятствующая их заходам в неглубокие порты, минимальный комфорт и каюты с минимальными удобствами (иногда без иллюминаторов), предназначенные для максимального увеличения числа пассажиров, а не для комфорта делали их непригодными для круизных целей.

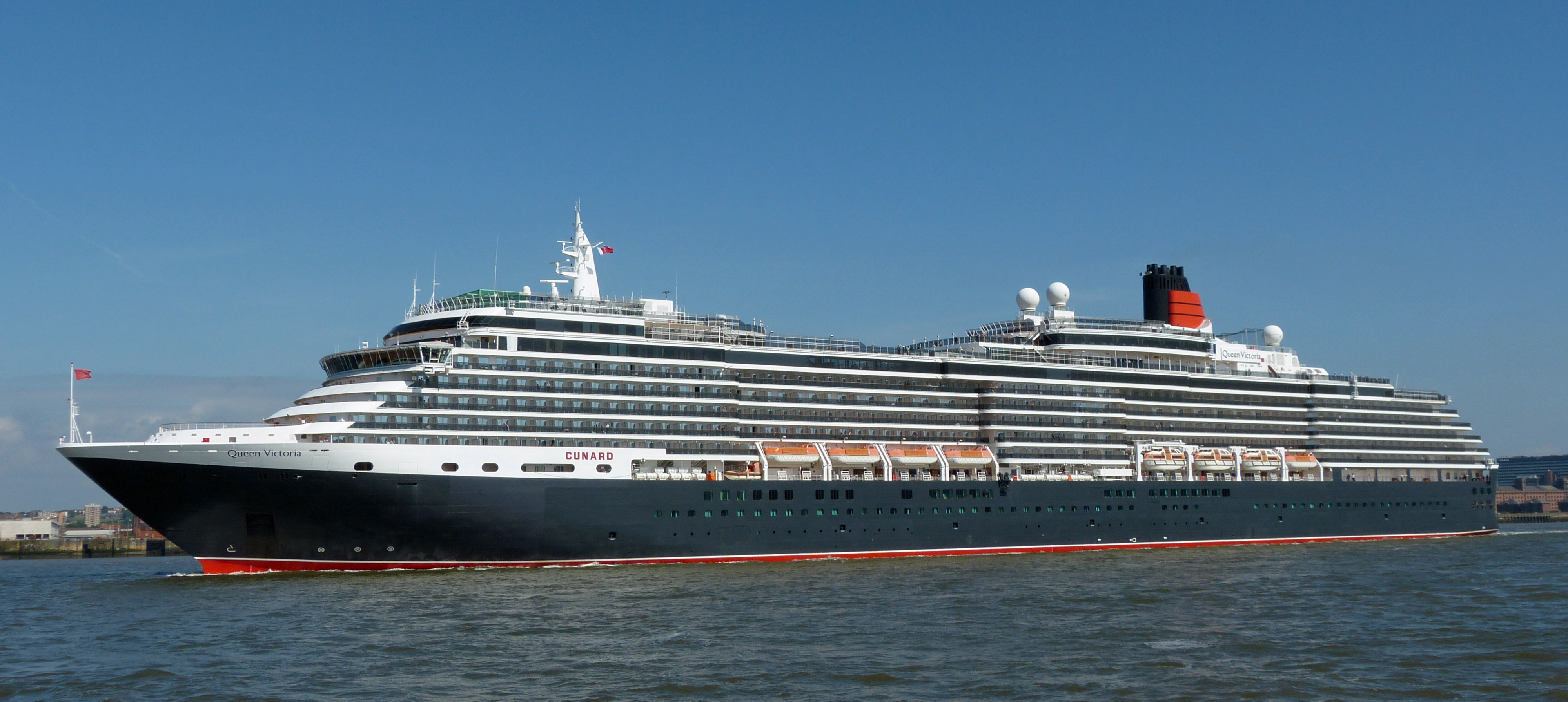
Круизное судно «Queen Victoria» британской компании «Cunard Line», 2007 г.

Услуги межконтинентальных морских пассажирских перевозок прекратились в 1986 году, за исключением некоторых востребованных линий, обслуживаемых британской судоходной компанией «Cunard Line», которая ориентировалась на пассажиров, для которых скорость пересечения океана не являлась приоритетом и ценивших несколько дней морского путешествия. В попытке перенести фокус рынка с пассажирских путешествий на круизы с развлекательной ценностью, «Cunard Line» стала инициатором роскошного круизного трансатлантического обслуживания на борту океанского лайнера «Queen Elizabeth 2». Для участия в кабаре на борту были наняты международные знаменитости, а сам переход был объявлен отдыхом.
«Queen Elizabeth 2» также открыла «круиз с одним классом», где все пассажиры получили одинаковое качество сервиса и удобств. Это оживило рынок, когда привлекательность круизов класса люкс начала завоевывать популярность по обе стороны Атлантики. Другим судном, совершившим такую эволюцию, стал лайнер «Норвегия» (бывший океанский лайнер «Франция»), перешедший на круизные рейсы в качестве первого «супер-корабля» Карибского бассейна. В 1970-х годах телесериал «The Love Boat» помог популяризировать концепцию круизных путешествий как романтическую возможность для пар.
Современные круизные лайнеры, построенные в конце 1980-х годов и позже, такие как круизные суда класса «Sovereign», побили рекорд по размерам, который в течение десятилетий принадлежал лайнеру «Норвегия». Лайнеры класса «Sovereign» были первыми «мега» судами, построенными для рынка массовых круизов, они также были первой серией круизных лайнеров с многоэтажным атриумом со стеклянными лифтами. У них также была палуба, полностью отданная каютам с отдельными балконами вместо кают с видом на океан. Другие круизные линии вскоре запустили суда с аналогичными характеристиками, такие как круизные суда класса «Fantasy», ведущие к классу круизные суда класса «Vista» типа «Панамакс», сконструированные таким образом, что две трети кают с видом на океан имеют веранды. Поскольку люксы с верандой были особенно прибыльными для круизных линий, чего не хватало в старых океанских лайнерах, последние круизные лайнеры были спроектированы таким образом, чтобы максимизировать такие удобства, и были названы «плавающими кондоминиумами с балконами».
С 2001 года каждый год в мире вводилось в эксплуатацию более восьми новых круизных лайнеров. Единственный сопоставимый по размерам и комфорту с новыми круизными судами трансокеанский лайнер, который был построен в последние годы, — это «Queen Mary 2» компании «Cunard Line», введённый в эксплуатацию в 2004 году. После вывода из эксплуатации своего напарника «Queen Elizabeth 2» в ноябре 2008 года, «Queen Mary 2» единственный лайнер, работающий на трансатлантических маршрутах, хотя он также предоставляет значительный сервис на круизных маршрутах.

### Последующая эволюция круизных судов

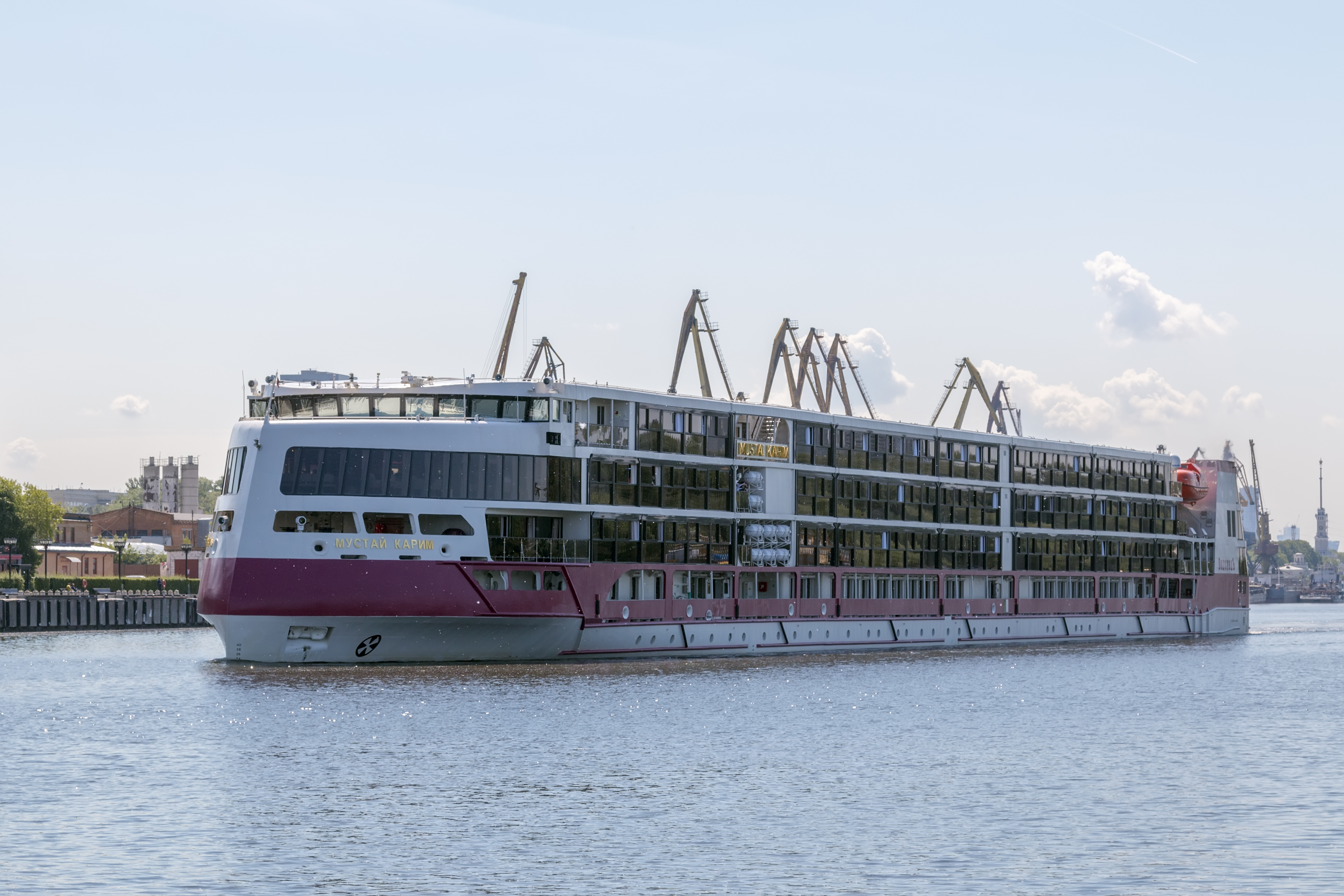
Российский круизный теплоход «Мустай Карим» класса «река-море», 2020 г.

«Queen Mary 2» некоторое время была самым большим пассажирским судном, до того как в 2006 году его обошли круизные суда класса «Freedom». Суда класса «Freedom» в свою очередь обогнали круизные суда класса «Oasis» (до 7 тыс. пассажиров), которые вступили в строй в 2009 и 2010 годах. Отличительной особенностью судов класса Oasis является разделенная структура «открытый атриум», что стало возможным благодаря необычайной ширине корпуса, при этом открытые площадки «Центральный парк» и «Променад» высотой 6 палуб спускаются по середине корабля и веранды на всех палубах.
Суда «Global Dream» и «Global Dream II» (см. en:Global-class cruise ship) должны были стать самым большим круизными лайнерами в мире (20 палуб, может вмещать до 9 тыс. пассажиров), но так и не были достроены из-за банкротства в 2022 г. его владельцев, немецко-гонконгской компании MV Werften.
Всего за два десятилетия (1988—2009 гг.) длина крупнейших круизных лайнеров увеличилась на треть (с 268 до 360 м), по ширине увеличилась почти вдвое (с 32,2 до 60,5 м), общее количество пассажиров также увеличилось почти вдвое (с 2744 до 5400), и тоннаж увеличился втрое (с 73 000 GT до 225 000 GT). «Мега»-лайнеры прошли путь от судов с верандой на одной палубе до судов с верандами на всех палубах.
В то время как золотой век океанских лайнеров угас, золотой век круизных лайнеров вполне может наступить в последние десятилетия и десятилетия вперед.

## Классы круизных судов

### Класс «Sovereign»
| Лайнеры класса «Sovereign» | Лайнеры класса «Sovereign» | Лайнеры класса «Sovereign» | Лайнеры класса «Sovereign» | Лайнеры класса «Sovereign» | Лайнеры класса «Sovereign»     | Лайнеры класса «Sovereign» |
| Название, флаг             | Введён в эксплуатацию      | Тоннаж брт                 | Длина (м.)                 | Ширина (м.)                | Вместимость пассажиров/экипажа | Фото                       |
| -------------------------- | -------------------------- | -------------------------- | -------------------------- | -------------------------- | ------------------------------ | -------------------------- |
| MS Sovereign               | 16 января 1988 года        | 73 529                     | 268,32                     | 32,2                       | 2850/?                         |                            |
| MS Monarch                 | 11 ноября 1991 года        | 73 937                     | 268,32                     | 36,0                       | 2744/?                         |                            |
| Majesty of the Seas        | 4 апреля 1992 года         | 74 077                     | 268,32                     | 36,0                       | 2767/833                       |                            |
|                            |                            |                            |                            |                            |                                |                            |

### Класс «Fantasy»
| Лайнеры класса «Fantasy» | Лайнеры класса «Fantasy» | Лайнеры класса «Fantasy» | Лайнеры класса «Fantasy» | Лайнеры класса «Fantasy» | Лайнеры класса «Fantasy»       | Лайнеры класса «Fantasy» |
| Название, флаг           | Введён в эксплуатацию    | Тоннаж брт               | Длина (м.)               | Ширина (м.)              | Вместимость пассажиров/экипажа | Фото                     |
| ------------------------ | ------------------------ | ------------------------ | ------------------------ | ------------------------ | ------------------------------ | ------------------------ |
| Carnival Fantasy         | 1 марта 1990 года        | 70 367                   | 260,6                    | 36,0                     | 2052/920                       |                          |
| Carnival Ecstasy         | 1991 год                 | 70 526                   | 262,0                    | 31,53                    | 2056/920                       |                          |
| Carnival Sensation       | 1 ноября 1993 года       | 70 538                   | 261,0                    | 31,0                     | 2056/920                       |                          |
| Carnival Fascination     | 1994 год                 | 70 538                   | 262,0                    | 31,53                    | 2056/920                       |                          |
| Carnival Imagination     | 1995 год                 | 70 367                   | 262,0                    | 36,0                     | 2056/920                       |                          |
| Carnival Inspiration     | 22 марта 1996 года       | 70 367                   | 262,0                    | 36,01                    | 2056/920                       |                          |
| Carnival Elation         | 1 апреля 1998 года       | 70 390                   | 262,0                    | 36,01                    | 2052/920                       |                          |
| Carnival Paradise        | ноябрь 1998 года         | 70 390                   | 262,0                    | 36,1                     | 2142/920                       |                          |
|                          |                          |                          |                          |                          |                                |                          |

### Класс «Vista»
| Лайнеры класса «Vista» | Лайнеры класса «Vista» | Лайнеры класса «Vista» | Лайнеры класса «Vista» | Лайнеры класса «Vista» | Лайнеры класса «Vista»         | Лайнеры класса «Vista» |
| Название, флаг         | Введён в эксплуатацию  | Тоннаж брт             | Длина (м.)             | Ширина (м.)            | Вместимость пассажиров/экипажа | Фото                   |
| ---------------------- | ---------------------- | ---------------------- | ---------------------- | ---------------------- | ------------------------------ | ---------------------- |
| MS Zuiderdam           | 14 декабря 2002 года   | 82 820                 | 285,42                 | 32,28                  | 2388/842                       |                        |
| MS Oosterdam           | 2003 год               | 82 820                 | 285,24                 | 32,25                  | 1968/812                       |                        |
| MS Westerdam           | 2004 год               | 82 862                 | 285,3                  | 32,2                   | 1916/800                       |                        |
| MS Arcadia             | 2005 год               | 84 342                 | 285,11                 | 32,54                  | 1968/976                       |                        |
| MS Noordam             | 2006 год               | 82 897                 | 285,24                 | 32,25                  | 1916/800                       |                        |
| MS Queen Victoria      | 11 декабря 2007 года   | 90 746                 | 294,0                  | 32,29                  | 2081/900                       |                        |
| MS Eurodam             | 8 июля 2008 года       | 82 673                 | 285,43                 | 32,26                  | 2104/929                       |                        |
| Costa Luminosa         | 2009 год               | 92 720                 | 294,0                  | 32,3                   | 2266/1050                      |                        |
| MS Queen Elizabeth     | 2010 год               | 90 901                 | 294,0                  | 36,0                   | 2092/900                       |                        |
| MS Nieuw Amsterdam     | 2010 год               | 86 273                 | 285,22                 | 32,26                  | 2106/929                       |                        |
| Costa Deliziosa        | 2010 год               | 92 720                 | 294,0                  | 32,3                   | 2828/1100                      |                        |

### Класс «Freedom»
| Лайнеры класса «Freedom» | Лайнеры класса «Freedom» | Лайнеры класса «Freedom» | Лайнеры класса «Freedom» | Лайнеры класса «Freedom» | Лайнеры класса «Freedom»       | Лайнеры класса «Freedom» |
| Название, флаг           | Введён в эксплуатацию    | Тоннаж брт               | Длина (м.)               | Ширина (м.)              | Вместимость пассажиров/экипажа | Фото                     |
| ------------------------ | ------------------------ | ------------------------ | ------------------------ | ------------------------ | ------------------------------ | ------------------------ |
| Freedom of the Seas      | 2006 год                 | 155 889                  | 338,77                   | 39,03                    | 3782/1360                      |                          |
| Liberty of the Seas      | 19 мая 2007 года         | 155 889                  | 338,92                   | 39,03                    | 3798/1300                      |                          |
| Independence of the Seas | 2 мая 2008 года          | 155 889                  | 338,72                   | 39,03                    | 4370/1360                      |                          |
|                          |                          |                          |                          |                          |                                |                          |

### Класс «Oasis»
| Лайнеры класса «Oasis» | Лайнеры класса «Oasis» | Лайнеры класса «Oasis» | Лайнеры класса «Oasis» | Лайнеры класса «Oasis» | Лайнеры класса «Oasis»         | Лайнеры класса «Oasis» |
| Название, флаг         | Введён в эксплуатацию  | Тоннаж брт             | Длина (м.)             | Ширина (м.)            | Вместимость пассажиров/экипажа | Фото                   |
| ---------------------- | ---------------------- | ---------------------- | ---------------------- | ---------------------- | ------------------------------ | ---------------------- |
| Oasis of the Seas      | 5 декабря 2009 года    | 225 282                | 360,0                  | 60,5                   | 5400/2394                      |                        |
| Allure of the Seas     | 1 декабря 2010 года    | 220 000                | 360,0                  | 60,5                   | 5400/2384                      |                        |
| Harmony of the Seas    | 15 мая 2016 года       | 227 700                | 362,12                 | 66,0                   | 5479/2300                      |                        |
| Symphony of the Seas   | 7 апреля 2018 года     | 228 081                | 361,01                 | 66,0                   | 5518/2200                      |                        |

### Класс «Vista (Carnival)»
| Лайнеры класса «Vista (Carnival)» | Лайнеры класса «Vista (Carnival)» | Лайнеры класса «Vista (Carnival)» | Лайнеры класса «Vista (Carnival)» | Лайнеры класса «Vista (Carnival)» | Лайнеры класса «Vista (Carnival)» | Лайнеры класса «Vista (Carnival)» |
| Название, флаг                    | Введён в эксплуатацию             | Тоннаж брт                        | Длина (м.)                        | Ширина (м.)                       | Вместимость пассажиров/экипажа    | Фото                              |
| --------------------------------- | --------------------------------- | --------------------------------- | --------------------------------- | --------------------------------- | --------------------------------- | --------------------------------- |
| Carnival Vista                    | 1 мая 2016 года                   | 133 596                           | 323,0                             | 38,0                              | 3934/1450                         |                                   |
| Carnival Horizon                  | 1 декабря 2010 года               | 133 596                           | 324,0                             | 44,0                              | 3960/1450                         |                                   |
| Costa Venezia                     | март 2019 года                    | 135 500                           | 324,0                             | 44,0                              | 5260/1278                         |                                   |
| Carnival Panorama                 |                                   | 135 500                           | 324,0                             | 44,0                              | 4008/1450                         |                                   |

## Компании — операторы круизных линий
Эксплуатантами круизных судов являются компании — операторы круизного бизнеса, предлагающие услуги по организации и проведению круизов. Среди круизных линий некоторые являются прямыми потомками традиционных пассажирских судоходных линий (таких как «Cunard Line»), в то время как другие были основаны с 1960-х годов специально для круизных перевозок.
Исторически круизный бизнес был нестабильным. Суда представляют собой крупные капиталовложения с высокими эксплуатационными расходами. Постоянное снижение количества заказов может поставить компанию под финансовую угрозу. Круизные линии продают, ремонтируют, модернизируют или переименовывают свои суда, чтобы не отставать от туристических тенденций. Круизные линии эксплуатируют свои суда практически 24 часа в сутки, семь дней в неделю, 52 недели в году. Если судно выбывает из сервиса для текущего обслуживания или ремонта, это означает потерю десятков миллионов долларов. Если такое обслуживание не запланировано, а требуется внепланово из-за поломки или аварии, то может привести к тысячам недовольных клиентов.
В настоящее время тремя крупнейшими в мире компаниями и операторами круизных линий являются «Carnival Corporation & plc», «Royal Caribbean Cruises» и Norwegian Cruise Line Holdings.
По словам генерального директора корпорации «Carnival Corporation & plc» Арнольда Дональда, общее количество кают на всех круизных лайнерах в мире составляет менее 2 % гостиничных номеров в мире.

## Персонал и сервис на борту круизного лайнера

### Экипаж
Круизный бизнес имеет черты как транспортного бизнеса, так и туристического. Это отражается в комплектовании персонала судна. Штат персонала круизного судна включает в себя как обычный экипаж, возглавляемый капитаном судна, так и сервисный персонал для обслуживания и развлечения туристов, возглавляемый менеджером, должность которого эквивалентна должности менеджера отеля.
На самых роскошных судах нередко бывает больше экипажа и персонала, чем пассажиров.
Экипаж обычно нанимается по контрактам на срок от трёх до одиннадцати месяцев, которые затем могут быть продлены по взаимной договорённости, которая основана на оценках обслуживания пассажиров, а также на циклическом характере оператора круизной линии. Большинство сотрудников работают непрерывно по 77 часов в неделю в течение 10 месяцев, а затем им предоставляется 2 месяца отпуска. Для обслуживающего персонала нет оплачиваемых отпусков или пенсий, в то же время члены экипажа управляющего уровня получают оплачиваемый отпуск, медицинское обслуживание, выход на пенсию и могут участвовать в плане корпоративного страхования компании. Прямая заработная плата является низкой для североамериканских стандартов, хотя персонал обслуживания имеет возможность дополнительного заработка в виде чаевых от пассажиров. Члены экипажа не несут никаких расходов во время пребывания на борту, так как питание, проживание, медицинское обслуживание и расходы на транспорт при путешествии из места проживания на судно и обратно для большинства сотрудников включены в контракты. Это делает карьеру на круизном судна финансово привлекательной, чтобы компенсировать отсутствие льгот по трудоустройству, однако крюинговые агентства часто используют отчаяние потенциальных сотрудников.

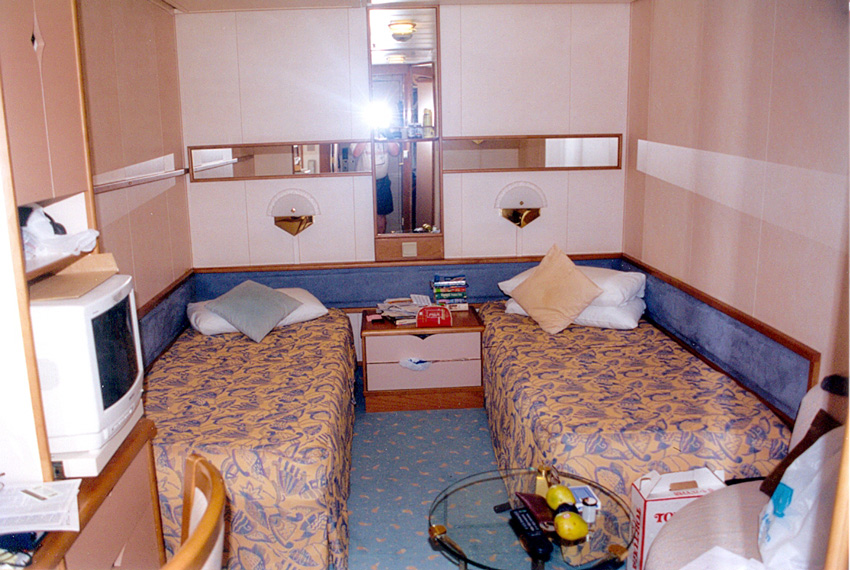
Двухместная каюта для экипажа на борту круизного лайнера «Splendour of the Seas»

Условия проживания для экипажа на судне варьируются в зависимости от круизной линии, но в основном зависят от занимаемой должности. Как правило, два рядовых члена экипажа располагаются в 2-х местной каюте с душем, комодом и письменным столом с телевизором. Офицерскому составу предоставляются отдельные каюты. Для экипажа имеется ряд удобств, но изолированных от таких же удобств для пассажиров, таких как рестораны и бары, комнаты отдыха, молитвенные комнаты и фитнес-центры, причём на некоторых наиболее крупных судах на палубе экипажа имеется даже бассейн и гидромассаж.
Для крупнейших круизных операторов большинство «сотрудников отеля» нанимаются из недостаточно развитых стран Азии, Восточной Европы, Карибского бассейна и Центральной Америки. В то время, как головные офисы некоторых круизных линий расположены в Соединённых Штатах, как в большинстве международных судоходных компаний суда зарегистрированы в таких странах как Нидерланды, Великобритания, Багамские острова и Панама. Конвенция Международной организации труда (МОТ) о труде в морском судоходстве от 2006 года, также известная как «Билль о правах моряков», обеспечивает всеобъемлющие права и защиту для всех членов экипажа. МОТ устанавливает строгие стандарты в отношении часов работы и отдыха, здоровья и безопасности, а также условий жизни членов экипажа и требует от правительств обеспечения соблюдения судов. Для круизных маршрутов вокруг Гавайских островов круизные операторы обязаны регистрировать свои суда в Соединённых Штатах, поэтому такие круизы, как правило, намного дороже, чем в Карибском бассейне и Средиземноморье.

### Питание
Питание на почти всех круизных лайнерах входит в стоимость круиза. Традиционно, в судовых ресторанах организуются два ужина в день — ранний ужин и поздний ужин, а пассажирам назначается определённое время обеда для всего круиза. Новая тенденция состоит в том, чтобы позволить посетителям обедать, когда они хотят. Наличие двух обедов позволяет судну иметь достаточно времени и места для размещения всех своих гостей. Наличие двух разных обеденных услуг может вызвать некоторые конфликты с некоторыми событиями на судне (например, шоу и представлениями) для поздних посетителей, но эта проблема обычно решается с помощью более короткой версии мероприятия, проводимого перед поздним ужином. Суда «Cunard Line» поддерживают классовые традиции океанских лайнеров и имеют отдельные рестораны для различных типов апартаментов, в то время как «Celebrity Cruises» и «Princess Cruises» имеют стандартные рестораны и модернизируют специализированные рестораны, которые требуют предварительного бронирования и покрытия расходов. На многих круизах планируют одну или несколько ночей «официального ужина». Гости одеваются официально, однако как это оговорено для судна, часто костюмы и галстуки или даже смокинги для мужчин, и официальные (вечерние) платья для женщин. Меню более высококлассное, чем обычно.
Помимо ресторанов, современные круизные лайнеры часто содержат одну или несколько закусочных в стиле шведского стола, которые могут быть открыты круглосуточно и с разнообразным меню в течение дня, чтобы предоставить посетителям питание, начиная от завтрака и до поздних закусок. В последние годы круизные линии начали включать в круизы разнообразные рестораны в этническом стиле на борту каждого судна. Суда также имеют многочисленные бары и ночные клубы для развлечения пассажиров.
Большинство круизных линий не включают алкогольные напитки в свои тарифы, и пассажиры должны платить за напитки по мере их потребления. Большинство круизных линий также запрещают пассажирам приносить на борт и употреблять свои напитки, в том числе алкогольные, на борту. Алкоголь, приобретенный беспошлинно, запечатывается и возвращается пассажирам при высадке.
Часто на борту корабля есть центральный камбуз, отвечающий за обслуживание всех крупных ресторанов, хотя в специализированных ресторанах могут быть свои отдельные камбузы.
Как и на любом судне, адекватное обеспечение имеет решающее значение, особенно на круизном судне, обслуживающем несколько тысяч пассажиров и членов экипажа ежедневно. Например, квази-«военная операция» необходима для загрузки и разгрузки 3600 пассажиров и восьми тонн еды в начале и в конце каждого круиза для лайнера «Royal Princess».

### Удобства и развлечения
| Доступные услуги и развлечения на круизных судах                                         | Доступные услуги и развлечения на круизных судах                                               | Доступные услуги и развлечения на круизных судах                  |
| ---------------------------------------------------------------------------------------- | ---------------------------------------------------------------------------------------------- | ----------------------------------------------------------------- |
| Казино — открывается только в море, чтобы избежать конфликта с местным законодательством | Магазины — открываются только в море, чтобы избежать лицензирования торговли и местных налогов | Крытые и(или) открытые бассейны с водными горками и аттракционами |
| Театр с бродвейскими представлениями                                                     | Фитнес-центры                                                                                  | Библиотеки                                                        |
| СПА салоны                                                                               | Кинотеатры                                                                                     | Джакузи                                                           |
| Бани                                                                                     | Ресторан-буфеты                                                                                | Комнаты отдыха                                                    |
| Гимнастические залы                                                                      | Баскетбольные площадки                                                                         | Теннисные корты                                                   |
| Бильярдные столы                                                                         | Столы для пинг-понга                                                                           | Комнаты для игры в карты                                          |
| Комнаты для видеоигр                                                                     | Караоке                                                                                        | Виртуальные симуляторы                                            |
| Дорожки для боулинга                                                                     | Ледовые катки                                                                                  | Стены для скалолазания                                            |
| Площадки для мини-гольфа                                                                 | Тренажеры для серфинга                                                                         | Лазарет и морг                                                    |

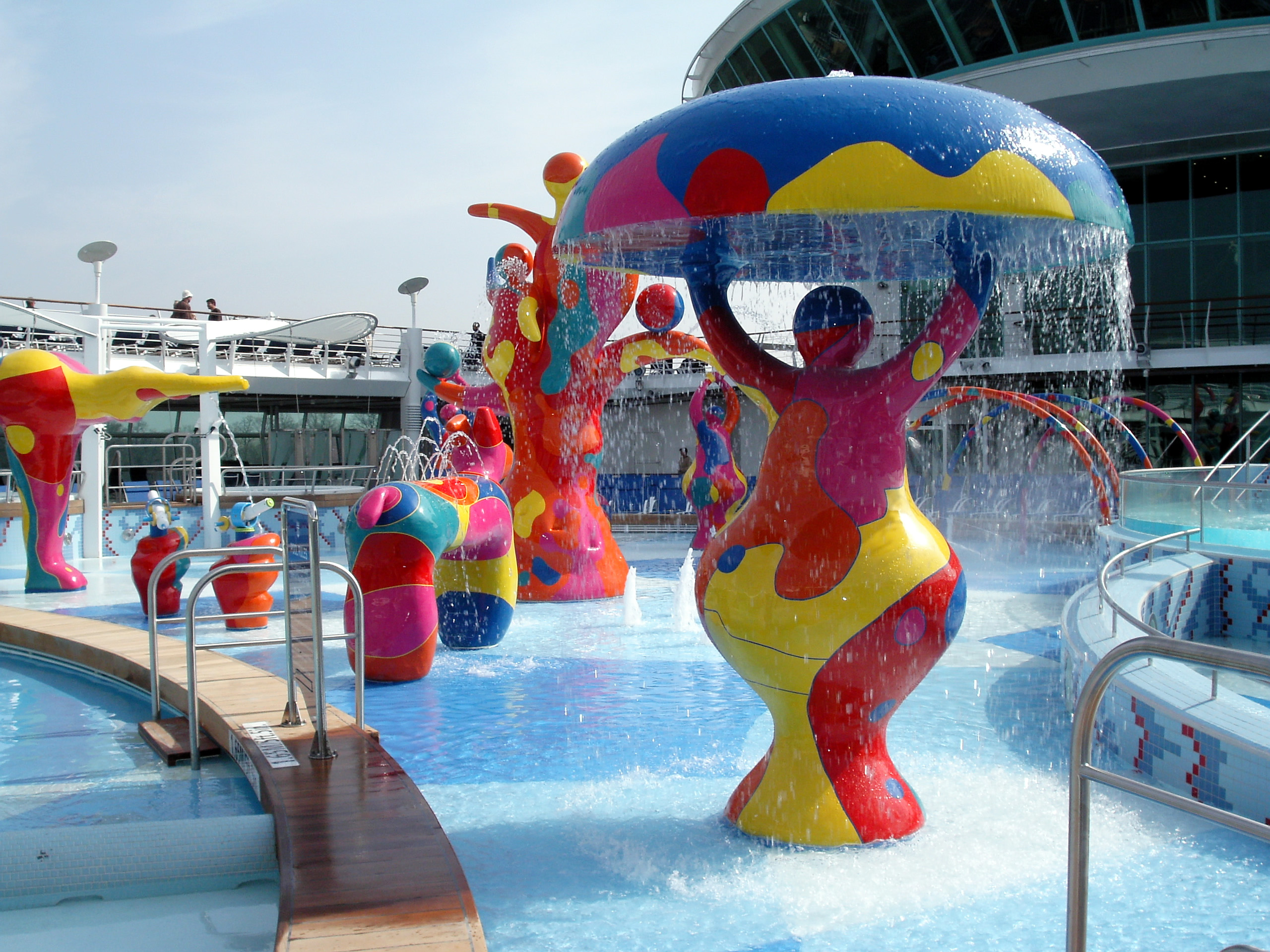
Водная зона на борту «Freedom of the Seas»
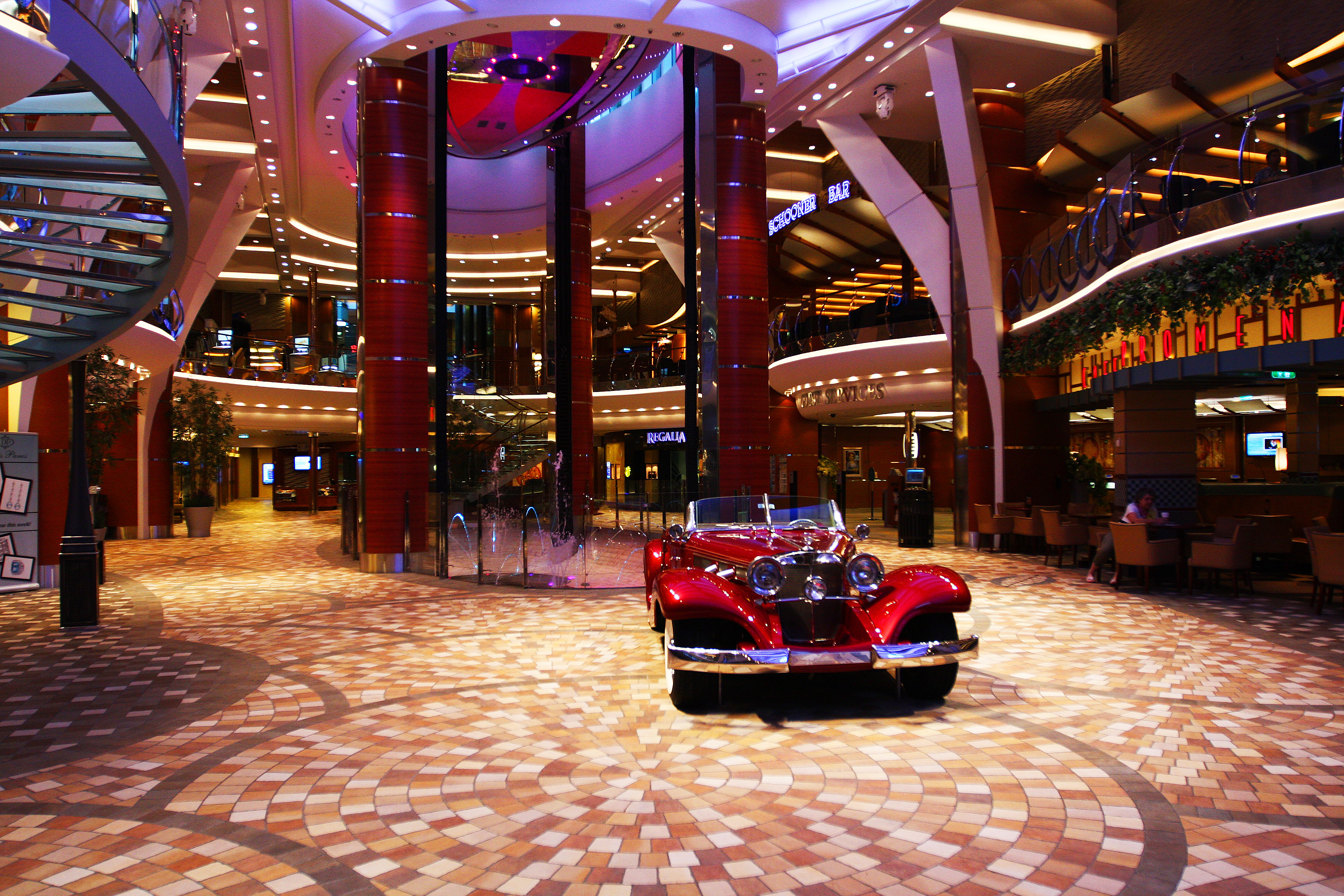
Променад на борту «Allure of the Seas»
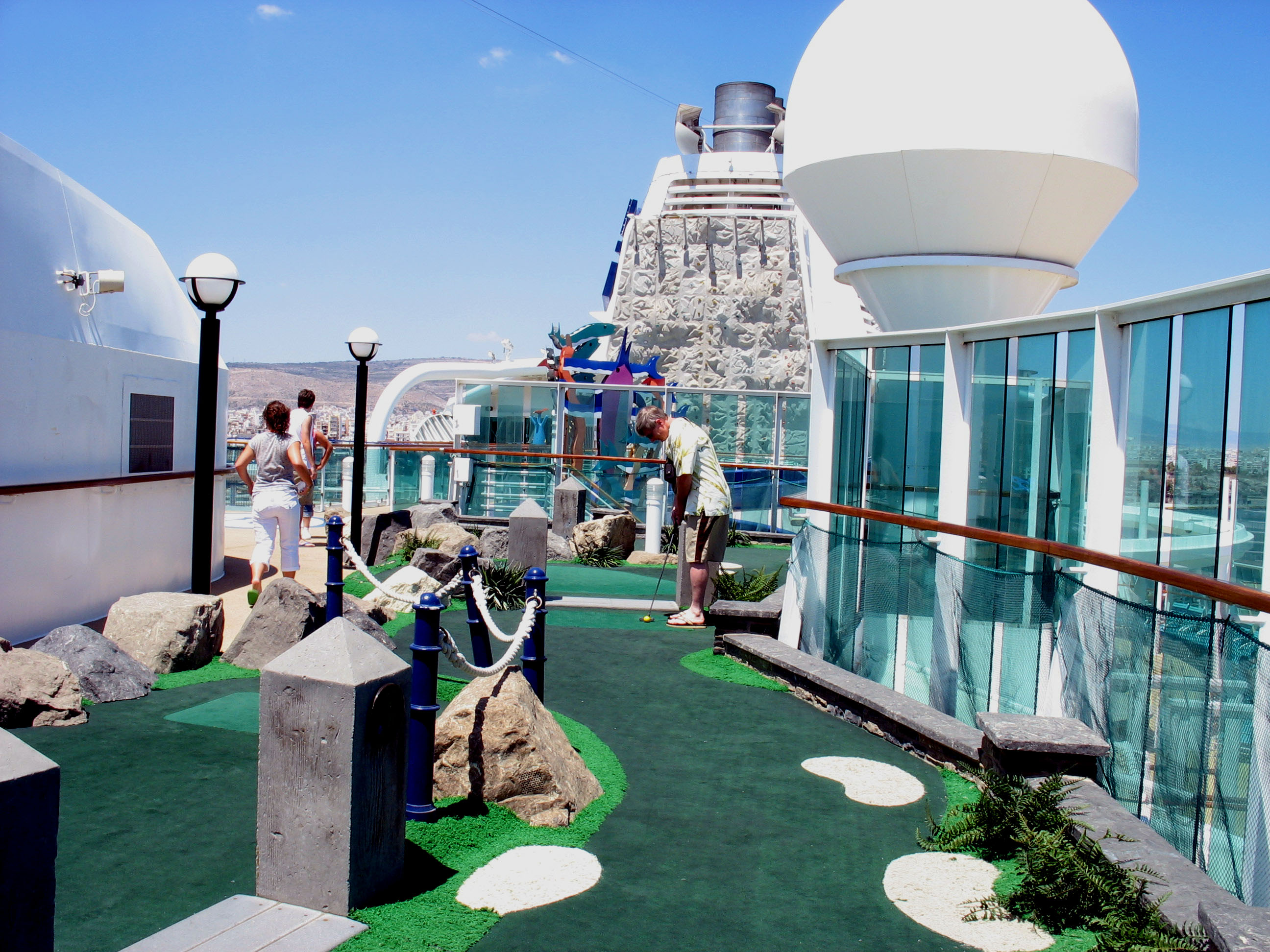
Мини-гольф на борту «Brilliance of the Seas»
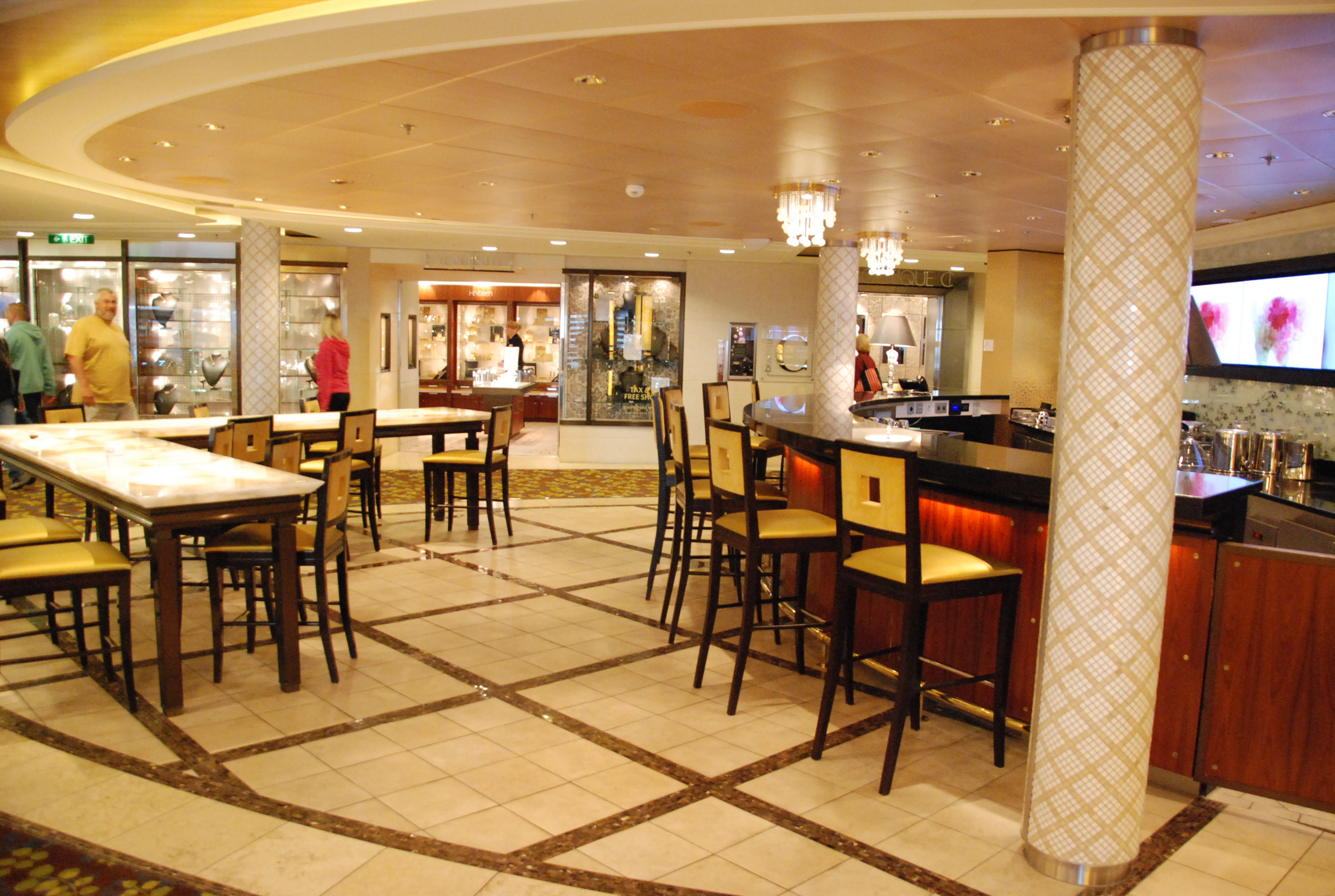
Молекулярный бар на борту «Celebrity Equinox»
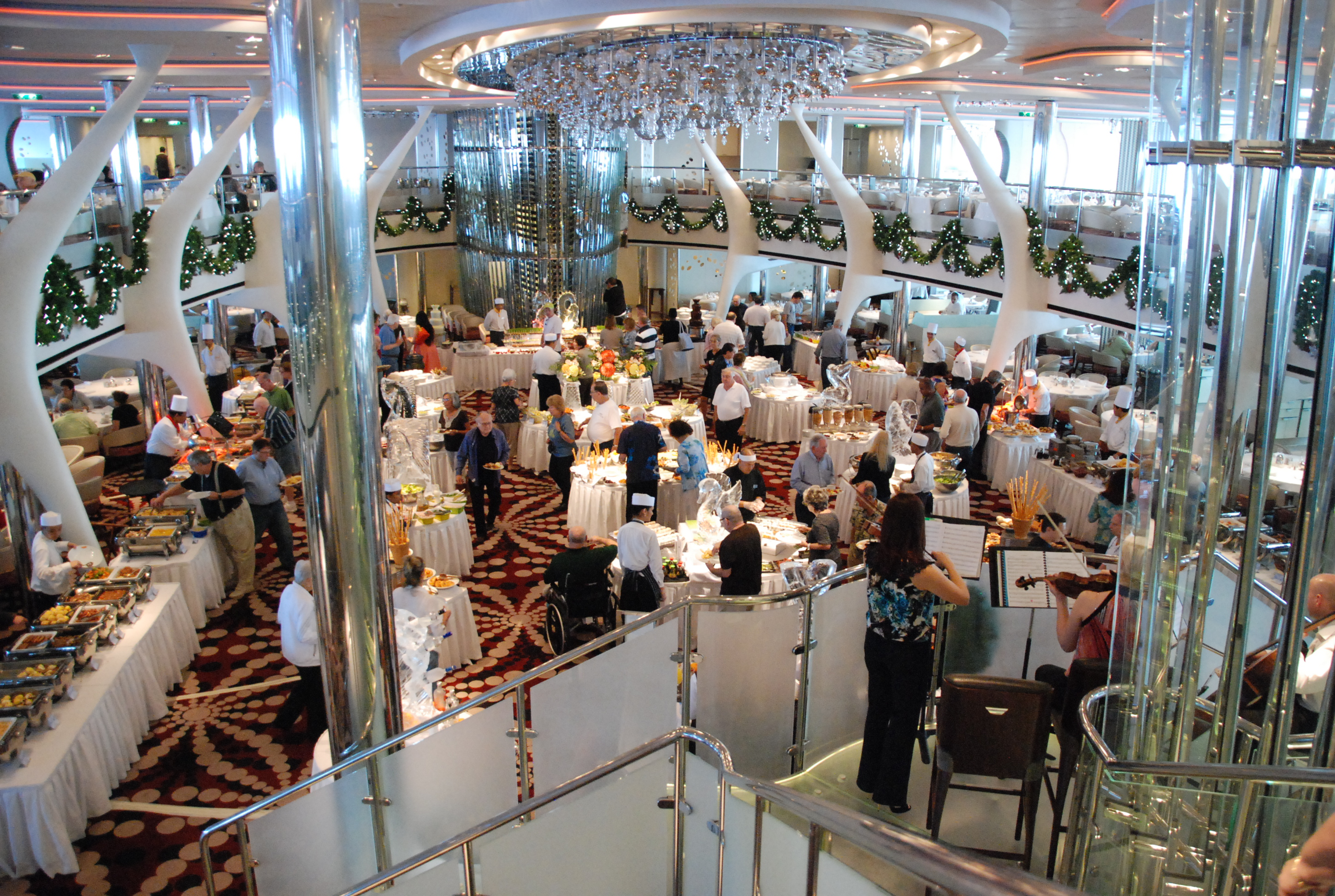
Официальный бранч на борту «Celebrity Equinox»
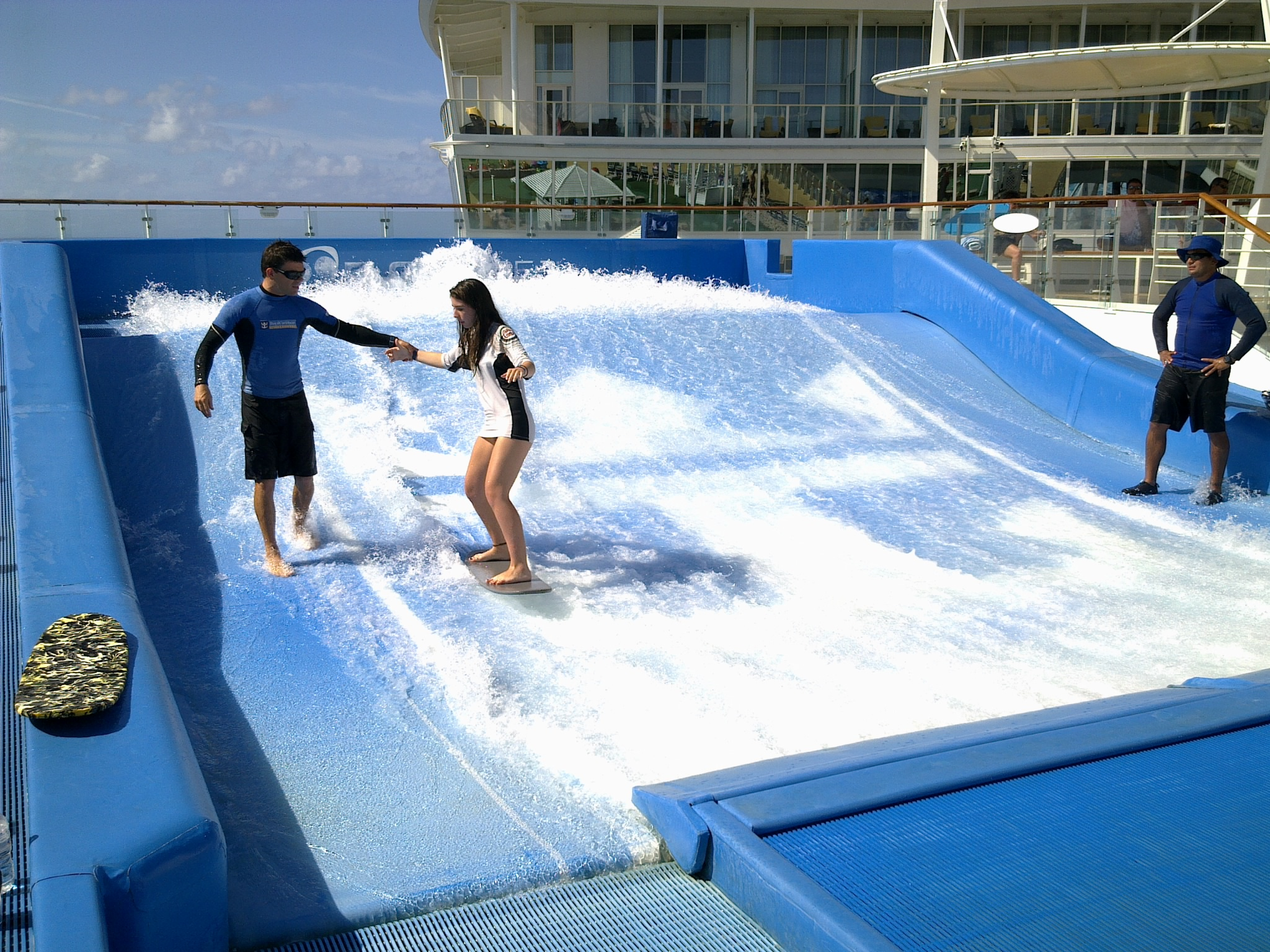
Симулятор сёрфинга на борту «Oasis of the Seas»

### Бизнес-модель
В стоимость билета пассажира входит проживание в каюте, обслуживание в номерах, неограниченное питание в главной столовой (или главном ресторане) и буфет, посещение шоу, пользование бассейном и тренажёрным залом; при этом существует ежедневная плата за обслуживание, уборку и официанта. Тем не менее за алкоголь и безалкогольные напитки, официальные фотографии с круиза, доступ в Интернет и Wi-Fi и специальные рестораны взимается дополнительная плата.
Большинство круизных линий с 2000-х годов оценили круизный опыт, поскольку пассажиры, тратящие на борту, генерируют значительно больше, чем продажи билетов.
Так, сообщается, что казино и фотографии имеют высокую прибыль; также круизные линии значительно зарабатывают от продажи береговых экскурсий (получая 50 % или более от того, что пассажиры тратят на эти туры), предлагаемых местными подрядчиками. Кроме того, круизные лайнеры зарабатывают значительные комиссионные за продажи с береговых магазинов, которые рекламируются на борту как «предпочтительные» (до 40 % от валовых продаж); этому способствуют современные круизные терминалы с магазинами беспошлинной торговли внутри периметра, доступные только пассажирам, а не местным жителям.
Порты захода часто ориентируют свои предприятия и объекты на удовлетворение потребностей посещения круизных лайнеров. Пункт остановки круизных лайнеров Icy Strait Point на Аляске, был создан исключительно для посетителей круизных лайнеров.
Пассажиры несут ответственность за проезд в и из порта отправления, хотя покупка проездного билета от круизной линии для поездки между аэропортом и круизным терминалом гарантирует, что судно не уйдёт до тех пор, пока пассажир не окажется на борту. Точно так же, если пассажир заказывает береговую экскурсию с круизной линией и экскурсия опаздывает с возвращением на судно, судно должно оставаться в порту до возвращения пассажира. Роскошные круизные линии, такие как Regent Seven Seas Cruises и Crystal Cruises, рекламируют свои тарифы как «все включено». Например, базовый тариф на судах Regent Seven Seas включает в себя большинство алкогольных напитков на борту судна и большинство береговых экскурсий в портах захода, а также все чаевые, которые обычно выплачиваются персоналу отеля на судне. Тариф может также включать проживание в отеле на одну ночь до посадки и авиабилеты в порты отправления и назначения круиза и обратно.

## Другое использование круизных судов
Из-за малой скорости и снижения мореходных качеств, а также из-за того, что развитие круизной индустрии произошло после нескольких крупных войн, круизные лайнеры никогда не использовались в качестве транспортов для войск. В отличие от этого, трансатлантические океанские лайнеры часто рассматривались как гордость своей страны и использовались для соперничества с лайнерами других стран. Их также реквизировали во время как мировых войн, так и войны за Фолклендские острова, чтобы перевозить солдат и служить в качестве плавучих госпиталей.
Круизные суда и бывшие лайнеры часто находят применение в задачах, отличных от тех, для которых они были построены. Нехватка гостиничных номеров для летних Олимпийских игр 2004 года привела к плану швартовки нескольких круизных лайнеров в Афинах, чтобы обеспечить размещение туристов.
1 сентября 2005 года Федеральное агентство по чрезвычайным ситуациям США (FEMA) заключило контракт с тремя судами «Carnival Cruise Lines» для размещения потерявших кров людей во время прохождения урагана «Катрина».
В 2010 году, в ответ на закрытие воздушного пространства Великобритании из-за извержения вулкана Эйяфьятлайокудль в Исландии, недавно построенный круизный лайнер «Celebrity Eclipse» был использован для вывоза 2000 британских туристов, оказавшихся в Испании, в качестве акта доброй воли судовладельцев. Судно вышло из Саутгемптона в Бильбао 21 апреля и вернулось 23 апреля.
В 2017 году круизные лайнеры использовались для перевозки жителей с некоторых островов Карибского бассейна, разрушенных ураганом «Ирма», а также жителей Пуэрто-Рико, оставшихся без крова из-за урагана «Мария».